# 박찬대
박찬대 (朴贊大, 1965년 5월 10일~)는 대한민국의 회계사이자 정치인으로, 2016년부터 국회의원으로 재직 중이다. 2025년 4월 9일 이재명이 2025년 대한민국 대통령 선거 출마를 위해 사퇴한 뒤, 박찬대는 2025년 4월부터 6월까지 더불어민주당 대표를 지냈다. 또한 2024년부터 2025년까지 더불어민주당 원내대표를 지냈다.

## 생애

### 어린 시절과 교육
1965년 5월 10일 인천광역시 용현동(당시 경기도의 일부)에서 태어났으며, 3남 1녀 중 막내이다. 그의 가족은 경상북도 안동시 출신으로, 그가 태어나기 직전에 인천으로 이주했다. 어린 시절 인천 용현초등학교, 인천 대건중학교, 동인천고등학교를 졸업했다.
1984년 고등학교를 졸업한 후 인하대학교 경영대학 경영학과에 입학했다. 대학 재학 중 그는 전두환의 군부 통치 시기 학생운동에서 중요한 역할을 했으며, 특히 6월 민주 항쟁에 참여했다. 인하대학교 졸업 후 1988년 대한민국 국군에 입대하여 제31보병사단 행정병으로 복무했으며, 1990년 12월 27일 제대했다. 전역 후 1998년 서울대학교 행정대학원에서 석사 학위를 취득했다.
1997년부터 1999년까지 세동회계법인 국제부에서 근무했고, 1999년부터 2000년까지 삼일회계법인 국제부에서 근무했다. 2001년부터 2003년까지 금융감독원 회계감독국과 정보공시감독국에서 근무했다. 2003년부터 2015년 12월까지 한미회계법인 경인본부장을 지냈으며, 또한 회사의 부사장이었다.

### 정치 경력
2009년 박찬대는 노무현 전 대통령의 서거로 민주당에 입당했다. 2012년 민주통합당 소속으로 2012년 대한민국 국회의원 선거에서 남구 을 지역구에 출마하려 했으나, 여성 우선 공천 원칙에 따라 안귀옥에게 공천이 넘어가면서 불발되었다. 그럼에도 불구하고 그는 당시 당의 정책을 따랐고, 2012년 국회의원 선거에서 인천시당 대변인을 역임했다.
새정치민주연합 시절, 그는 2014년 3월 새정치민주연합 창당과 동시에 결성된 당내 스터디 그룹 돌바내(돌아보고 바라보고 내다본다)에서 활동했다. 2015년 12월 그는 더불어민주당 인천시당 위원장이 되었고, 인하대학교 경영학과 겸임교수가 되었다.
그는 2016년 국회의원 선거에 출마하여 새누리당의 정승연 후보를 연수구 갑 지역구에서 0.29% 차이로 이기고 처음으로 국회에 입성했다. 2017년 그는 2017년 대한민국 대통령 선거에서 당선된 문재인 대통령 후보의 선거대책본부 부본부장을 지냈다. 2019년 5월부터 2020년 5월까지 더불어민주당의 수석대변인을 지냈다. 2019년 9월 그는 더불어민주당 검찰개혁특위에 참여했다.

## 학력
- 1972~1978 인천용현국민학교 졸업
- 1978~1981 인천대건중학교 졸업
- 1981~1984 동인천고등학교 졸업
- 1984~1988 인하대학교 경상대학 경영학 학사
- 1992~1998 서울대학교 대학원 경영학 석사

## 경력
- 한국 및 미국 공인회계사
- 1997년~1999년: 세동회계법인 국제부 근무
- 1999년~2000년: 삼일회계법인 국제부 근무
- 2001년~2003년: 금융감독원 회계감독국, 공시감독국 근무
- 2003년~2015년 12월: 한미회계법인 경인본부 본부장, 부대표
- 국토연구원 및 한국개발연구원 SOC 심사위원
- (사)사회디자인연구소 이사
- 2009년: 민주당 입당
- 2012년: 제19대 국회의원 선거 인천 남구 을 민주통합당 국회의원 예비후보
- 2014년 11월~2015년 12월: 새정치민주연합 인천광역시당 연수구 지역위원회 위원장
- 2015년 12월~2016년 5월: 더불어민주당 인천광역시당 연수구 지역위원회 위원장
- 인하대학교 경영학과 겸임교수
- ~2016년 2월: 인천환경공단 감사
- 2016년 4월 13일: 대한민국 제20대 국회의원 선거 당선(인천 연수구 갑, 더불어민주당, 초선)
- 2016년 5월~: 더불어민주당 인천광역시당 연수구 갑 지역위원회 위원장
- 2017년 4월~2017년 5월: 제19대 대통령 선거 더불어민주당 문재인 대통령 후보 국민주권선거대책위원회 유세본부 부본부장
- 2019년 5월~2020년 5월: 더불어민주당 원내대변인
- 2019년 9월: 더불어민주당 검찰개혁특별위원회 위원
- 2020년 4월 15일: 대한민국 제21대 국회의원 선거 당선(인천 연수구 갑, 더불어민주당, 재선)
- 2020년 6월~2021년 5월: 더불어민주당 정책위원회 제7정책조정위원장
- 2021년 5월~2022년 3월: 더불어민주당 정책위원회 선임부의장
- 2022년 3월~2022년 7월: 더불어민주당 원내정책수석부대표
- 2022년 8월~2024년 5월: 더불어민주당 최고위원
- 2022년 11월: 더불어민주당 이태원참사대책본부 본부장
- 2023년 10월~: 더불어민주당 검찰독재정치탄압대책위원회 위원장
- 2024년 4월 10일: 대한민국 제22대 국회의원 선거 당선(인천 연수구 갑, 더불어민주당, 3선)
- 2024년 5월~2025년 6월: 더불어민주당 원내대표
- 2024년 6월~2024년 8월: 더불어민주당 당대표 권한대행
- 2024년 6월~2024년 8월: 민주연구원 이사장
- 2025년 4월~2025년 6월: 더불어민주당 당대표 권한대행
- 2025년 4월~2025년 6월: 민주연구원 이사장
- 2025년 5월~2025년 6월: 제21대 대통령 선거 더불어민주당 이재명 대통령 후보 진짜 대한민국 선거대책위원회 상임총괄선거대책위원장

## 의정 활동
- 2016년 5월 30일~2020년 5월 29일: 제20대 국회의원(인천 연수구 갑, 더불어민주당, 초선)
  - 2016년 6월~2018년 5월: 제20대 국회 전반기 정무위원회 위원
  - 2016년 7월~2017년 7월: 제20대 국회 저출산고령화대책특별위원회 위원
  - 2017년 12월~2018년 5월: 제20대 국회 청년미래특별위원회 위원
  - 2017년 12월: 제20대 국회 대법관(민유숙·안철상) 임명동의에 관한 인사청문특별위원회 위원
  - 2018년 7월~2019년 8월: 제20대 국회 후반기 교육위원회 위원
  - 2018년 7월~2019년 5월: 제20대 국회 후반기 예산결산특별위원회 위원
  - 2019년 7월~2019년 8월: 제20대 국회 후반기 예산결산특별위원회 위원
  - 2019년 8월: 제20대 국회 후반기 과학기술정보방송통신위원회 위원
  - 2019년 8월~2020년 5월: 제20대 국회 후반기 교육위원회 위원
- 2020년 5월 30일~2024년 5월 29일: 제21대 국회의원(인천 연수구 갑, 더불어민주당, 재선)
  - 2020년 6월~2022년 5월: 제21대 국회 전반기 교육위원회 간사
    - 2020년 9월~2022년 5월: 제21대 국회 전반기 교육위원회 법안심사소위원회 위원장
    - 2020년 9월~2022년 5월: 제21대 국회 전반기 교육위원회 예산결산기금심사소위원회 위원

  - 2020년 7월~2024년 5월: 국회 포스트코로나 경제연구포럼 구성의원
  - 2021년 4월~2021년 5월: 제21대 국회 국무총리(김부겸) 임명동의에 관한 인사청문특별위원회 간사
  - 2022년 7월~2023년 8월: 제21대 국회 후반기 과학기술정보방송통신위원회 위원
  - 2022년 7월~2022년 11월: 제21대 국회 후반기 예산결산특별위원회 위원
  - 2023년 8월~2023년 8월: 제21대 국회 후반기 교육위원회 위원
  - 2023년 8월~2024년 5월: 제21대 국회 후반기 과학기술정보방송통신위원회 위원
- 2024년 5월 30일~: 제22대 국회의원(인천 연수구 갑, 더불어민주당, 3선)
  - 2024년 6월~2025년 6월: 제22대 국회 전반기 국회운영위원회 위원장
  - 2024년 6월~2025년 6월: 제22대 국회 전반기 국방위원회 위원
  - 2024년 6월~: 제22대 국회 전반기 정보위원회 위원
  - 2025년 6월~: 제22대 국회 전반기 정무위원회 위원

## 역대 선거 결과
|  | 40.57% |

|  | 56.87% |

|  | 52.44% |

## 소속 정당
| 소속 정당 | 소속 정당      | 소속 기간 | 비고      |
| --------- | -------------- | --------- | --------- |
|           | 민주당         | 2009~2011 | 정계 입문 |
|           | 민주통합당     | 2012~2013 | 합당      |
|           | 민주당         | 2013~2014 | 당명 변경 |
|           | 새정치민주연합 | 2014~2015 | 합당      |
|           | 더불어민주당   | 2015~현재 | 당명 변경 |

## 같이 보기
- 연수구 갑
- 인천 연수구의 국회의원